# Kamata Yasuhiro
Yasuhiro Kamata (sinh ngày 11 tháng 6 năm 1980) là một cầu thủ bóng đá người Nhật Bản.

## Sự nghiệp câu lạc bộ
Yasuhiro Kamata đã từng chơi cho Consadole Sapporo, Rosso Kumamoto, V-Varen Nagasaki và FC Ryukyu.